# Municipio de Guion
El municipio de Guion (en inglés: Guion Township) es un municipio ubicado en el condado de Izard en el estado estadounidense de Arkansas. En el año 2010 tenía una población de 113 habitantes y una densidad poblacional de 2 personas por km².

## Geografía
El municipio de Guion se encuentra ubicado en las coordenadas 35°57′11″N 91°56′22″O / 35.95306, -91.93944. Según la Oficina del Censo de los Estados Unidos, el municipio tiene una superficie total de 56.52 km², de la cual 55,41 km² corresponden a tierra firme y (1,96 %) 1,11 km² es agua.

## Demografía
Según el censo de 2010, había 113 personas residiendo en el municipio de Guion. La densidad de población era de 2 hab./km². De los 113 habitantes, el municipio de Guion estaba compuesto por el 87,61 % blancos, el 8,85 % eran de otras razas y el 3,54 % eran de una mezcla de razas. Del total de la población el 9,73 % eran hispanos o latinos de cualquier raza.